# Wuppertaler SV
Wuppertaler Sportverein är en idrottsförening i Wuppertal som är mest känd för sin fotbollssektion. Föreningen har även sektioner i handboll, boxning, friidrott och gymnastik. 
Wuppertaler SV skapades 1954 genom sammanslagningen av SSV 04 Wuppertal och TSG 80 Vohwinkel.
Föreningen heter sedan 2004 Wuppertaler Sportverein Borussia sedan Wuppertaler SV gått samman med SV Borussia Wuppertal. 
1972–1975 spelade Wuppertaler SV i Bundesliga. Kända spelarnamn i föreningens historia är Horst Szymaniak, Erich Ribbeck och Holger Fach.